# Piero Nelli

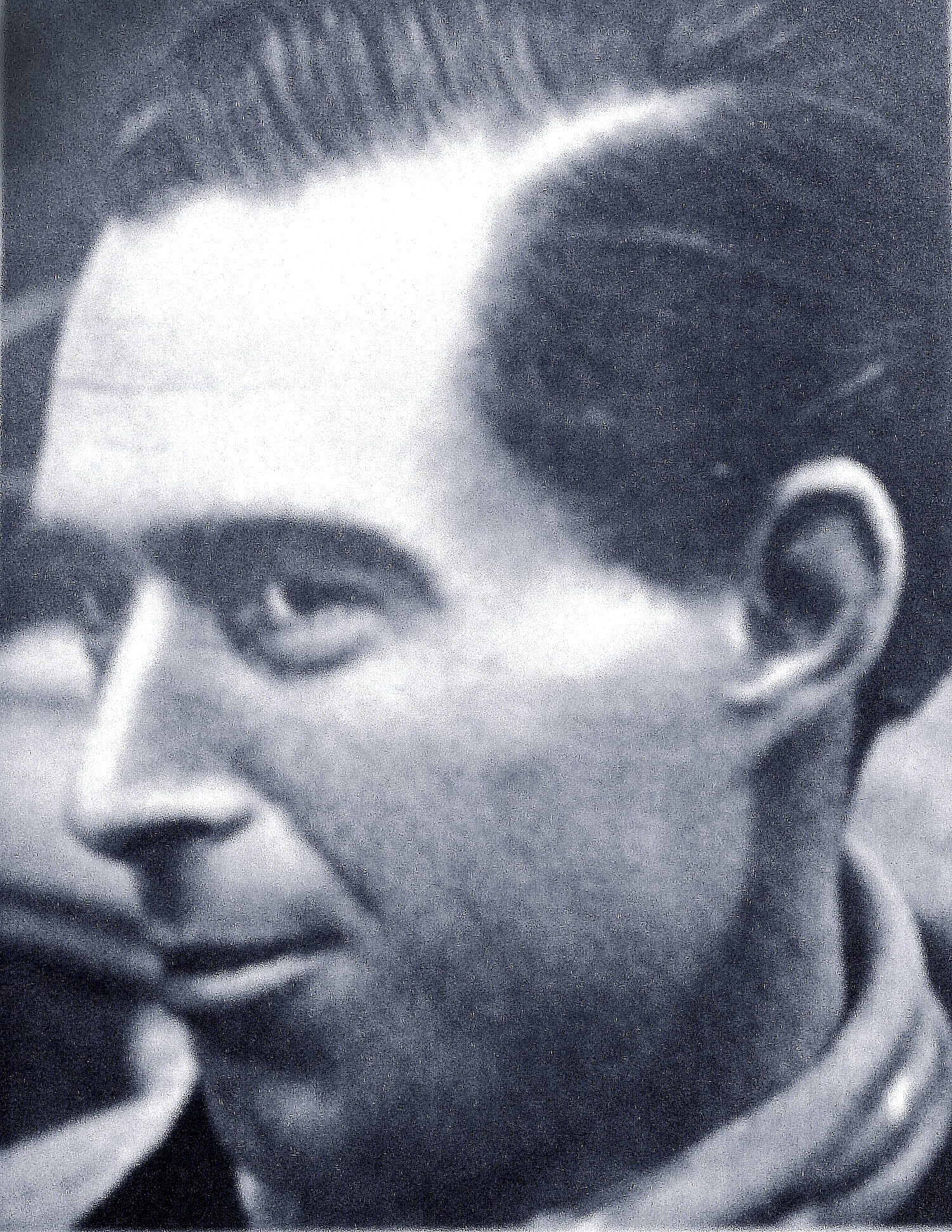
Piero Nelli, 1953

Piero Nelli (* 14. April 1926 in Pisa; † 28. Juni 2014 in Sarteano) war ein italienischer Dokumentarfilmer und Filmregisseur.

## Leben
Nelli arbeitete bereits Ende der 1940er Jahre mit Giuseppe De Santis zusammen und veröffentlichte 1950 seinen ersten eigenverantworteten Dokumentarfilm, dem bis 1967 regelmäßig und bis 1989 noch vereinzelt zahlreiche weitere Werke folgten. Sie erhielten oftmals große Beachtung und wurden als wichtig eingestuft, so Mauthausen mahnt!, Ein Arbeitstag oder Labanta negro, der 1966 beim Filmfestival von Venedig mit dem „Premio San Marco“ ausgezeichnet wurde. 1952 debütierte Nelli im Spielfilmbereich mit dem nach eigenem Drehbuch entstandenen La pattuglia sperduta, in dem er einen historischen Stoff mit den Mitteln des Neorealismus und mit Laiendarstellern ohne große Rücksichten auf Kino- oder deklamatorische Konventionen inszenierte. In den 1960er Jahren beteiligte er sich an einigen Episodenfilmen (wobei eine für Le italiane e l'amore 1961 gedrehte nicht im Film Verwendung fand) und war ab 1967 fast ausschließlich für das Fernsehen tätig; auch hier drehte er bedeutende Filme wie Lo sconosciuto, Il cappello nero, Il guardino notturno oder Rossa e il mago. Zweimal gelangten diese auch auf die Leinwände italienischer Kinos; dabei lief La fabbrica del uomo auch auf dem Filmfestival von Triest. Seine von sozialem und historischem Interesse geprägten Arbeiten umfassen auch Reihen zu Sprachen und Dialekten seines Heimatlandes sowie den bemerkenswerten Il passatore.
1963 gründete Nelli mit Ansano Giannarelli die Produktionsgesellschaft „Reiac“, mit der sie Dokumentarfilme, Industriefilme und Fernseharbeiten förderten.
2000 erschien der Roman Un caso di destino, der von Lesern und Kritikern positiv aufgenommen wurde.
Nelli wurde bislang nicht die kritische und historische Aufmerksamkeit und Rezeption zuteil, die sein Œuvre verdient.

## Filmografie (Auswahl)
- 1952: La pattuglia sperduta
- 1961: Die Italienerin und die Liebe (Le italiene e l'amore) (eine Episode, eine weitere unveröffentlicht)